# Neues Schloss (Valley)

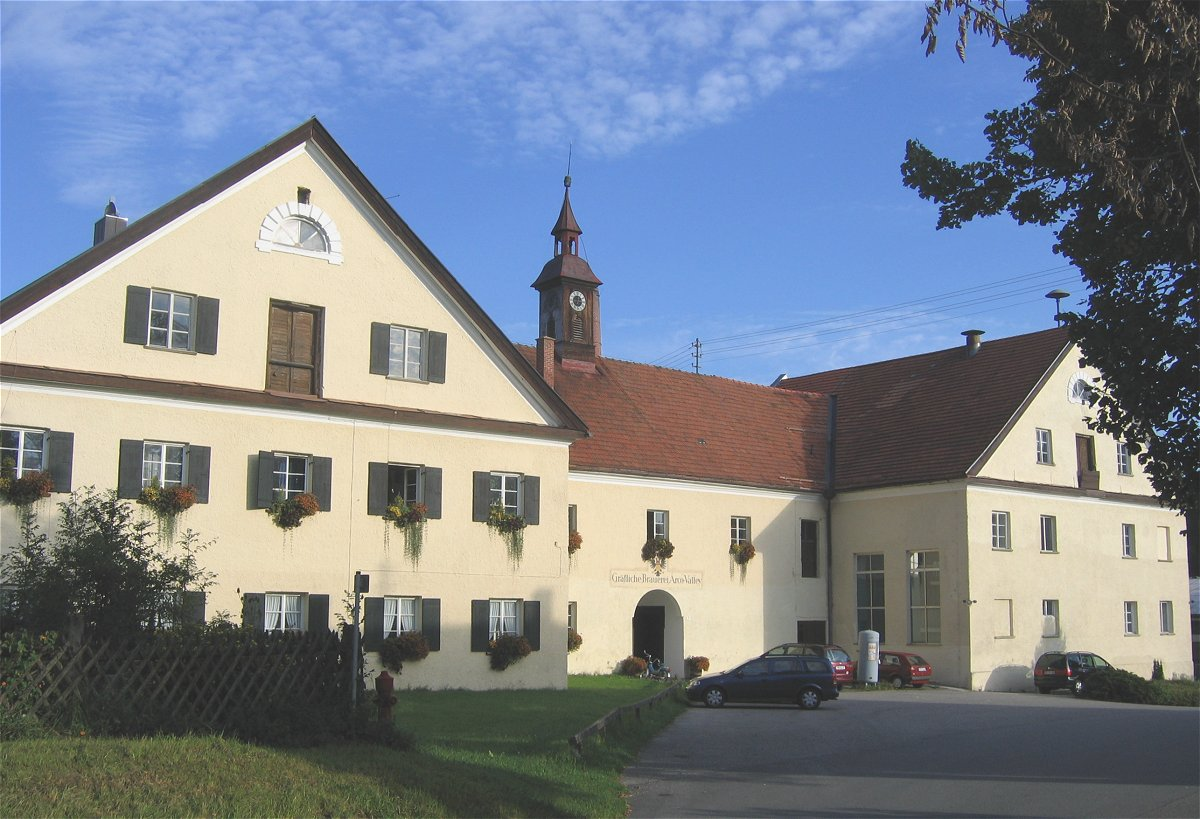
Neues Schloss in Valley

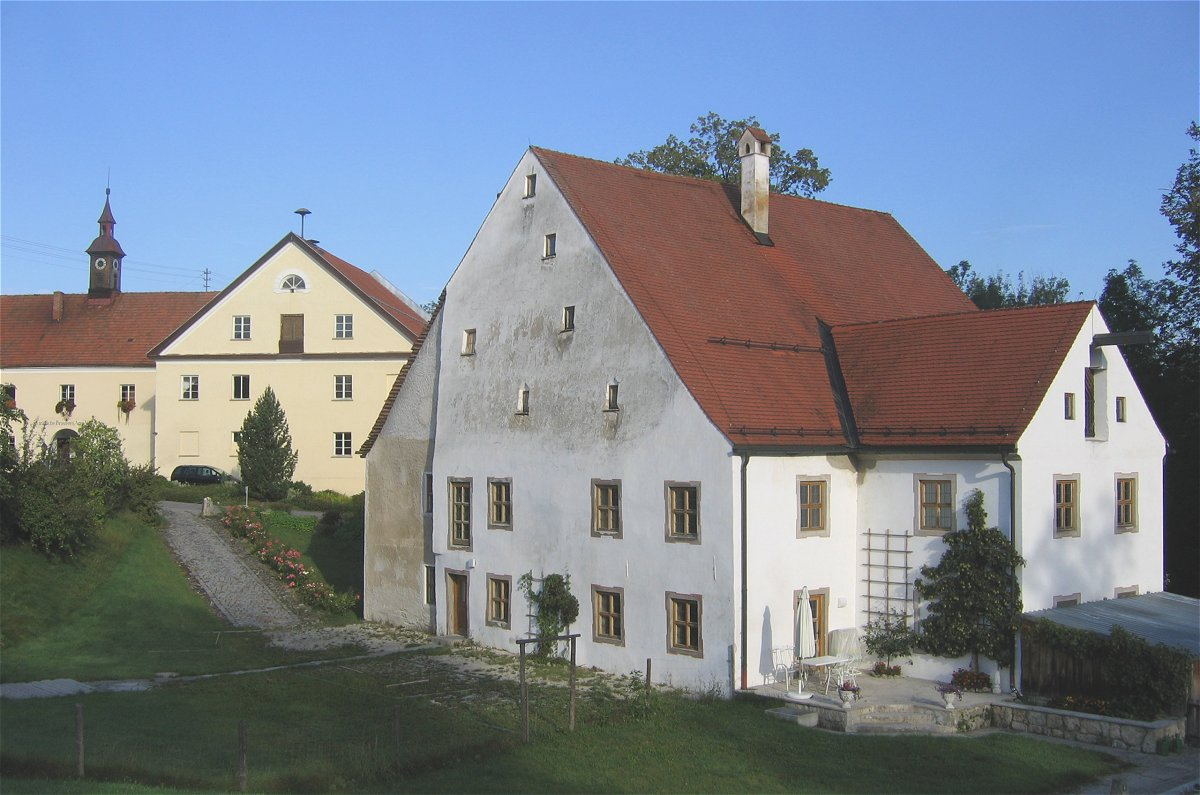
Altes Schloss (Vordergrund) und Neues Schloss (Hintergrund)

Das Neue Schloss Valley ist ein Schloss in Valley im oberbayerischen Landkreis Miesbach. Es liegt direkt neben dem Alten Schloss und ist heute auch Sitz der Brauerei Valleyer Schlossbräu. 

## Geschichte
Das Alte Schloss wurde bereits in der zweiten Hälfte des 12. Jahrhunderts durch die Grafen von Valley im Tal unterhalb der Burg Valley nahe der Ortschaft Unterdarching errichtet. Die Grafen starben 1268 aus. Nach mehreren Besitzwechseln erwarb Wilhelm IV. von Maxlrain (* um 1590; † 1658) die Hofmark Valley und gründete auch die noch heute existierende Brauerei. Seine Erben errichteten 1740 in direkter Nähe des alten dann das Neue Schloss. Nach einem Brand wurde dieses später in veränderter Form wieder aufgebaut und beherbergt heute auch die Brauerei. Seit dem 19. Jahrhundert befindet sich die Hofmark und mit ihr das Neue Schloss im Besitz des Grafengeschlechts Arco auf Valley. Mit der Revolution 1848 wurden die Patrimonialgerichtsbarkeit aufgehoben, aber als Schloss- und Grundbesitzer hat die Familie Arco immer noch großen Einfluss am Ort. Der Braubetrieb war 1994 vorläufig eingestellt worden und wurde 2017 wieder aufgenommen.

## Beschreibung
Das Gebäude ist ein Baudenkmal mit der BLfD-Aktennummer D-1-82-133-6:

„Schlossgut Valley 	Vierflügelanlage, südöstlich klassizistischer zweigeschossiger Haupt- und Eingangstrakt mit Durchfahrt und Eckrisaliten, um 1835, der Trakt im Kern um 1740, südlicher Wirtschaftsflügel im Kern 17./18. Jahrhundert, rückwärtige Wirtschaftstrakte neuzeitlich;
Schlosskapelle, nördlich der Durchfahrt, barock, 1740; mit Ausstattung“